# Mehcad Brooks
Mehcad Jason McKinley Brooks, noto come Mehcad Brooks (Austin, 25 ottobre 1980), è un attore statunitense.

## Biografia
Nato e cresciuto a Austin, in Texas, studia presso la L.C. Anderson High School e successivamente frequenta la scuola di cinema della University of Southern California. Dopo aver lavorato come modello, inizia ad aver le prime esperienze come attore, appare in alcuni episodi di serie televisive come Boston Public, Malcolm e Cold Case.
Brooks acquista popolarità grazie al ruolo di Matthew Applewhite nella seconda stagione della serie televisiva Desperate Housewives. Dopo l'esperienza in Desperate Housewives, ottiene i suoi primi ruoli cinematografici, è il cestista Harry Flournoy nel film sportivo Glory Road - Vincere cambia tutto e il soldato Ennis Long nel drammatico Nella valle di Elah.
Ha recitato nella seconda stagione della serie televisiva True Blood, nel ruolo di Benedict "Eggs" Talley. Dopo l'esperienza in True Blood, assieme a Fernando Verdasco, Hidetoshi Nakata e Kellan Lutz, è testimonial dalla campagna di intimo di Calvin Klein.
Nel 2010 recita al fianco di Queen Latifah e Common nel film Rimbalzi d'amore. Nello stesso anno lavora in due serie televisive, The Deep End e My Generation, entrambe cancellate dopo pochi episodi.
Nel 2018 partecipa al film Inganni online con Whoopi Goldberg. Tre anni dopo torna quindi sul grande schermo interpretando Jax Briggs nel film Mortal Kombat.

## Filmografia parziale

### Cinema
- Glory Road, regia di James Gartner (2006)
- Nella valle di Elah (In the Valley of Elah), regia di Paul Haggis (2007)
- Rimbalzi d'amore (Just Wright), regia di Sanaa Hamri (2010)
- Inganni online (Nobody's Fool), regia di Tyler Perry (2018)
- La verità di Grace (A Fall from Grace), regia di Tyler Perry (2020)
- Mortal Kombat, regia di Simon McQuoid (2021) – Jax
- Mortal Kombat II, regia di Simon McQuoid (2025) – Jax

### Televisione
- Tiger Cruise - Missione crociera (Tiger Cruise), regia di Duwayne Dunham – film TV (2004)
- Cold Case - Delitti irrisolti - serie TV, episodio 1x17 (2004)
- Desperate Housewives – serie TV, 23 episodi (2005-2006)
- Ghost Whisperer - Presenze (Ghost Whisperer) – serie TV, episodio 2x10 (2006)
- True Blood – serie TV, 13 episodi (2008-2009)
- Dollhouse – serie TV, episodio 1x07 (2009)
- My Generation – serie TV, 5 episodi (2010)
- Terapia d'urto (Necessary Roughness) – serie TV, 28 episodi (2011-2013)
- Law & Order - Unità vittime speciali (Law & Order: Special Victims Unit) – serie TV, episodi 13x02-24x01 (2011-2022)
- Benched – serie TV, episodio 1x06 (2014)
- Alcatraz – serie TV, episodio 1x06 (2012)
- Supergirl – serie TV, 84 episodi (2015-2019)
- Law & Order - I due volti della giustizia (Law & Order) – serie TV, 54 episodi (2022-2025)
- Law & Order: Organized Crime – serie TV, episodio 3x01 (2022)
- And Just Like That... – serie TV, 6 episodi (2025)

## Doppiatori italiani
Nelle versioni in italiano delle opere in cui ha recitato, Mehcad Brooks è stato doppiato da:
- Stefano Crescentini in Supergirl, Law & Order - I due volti della giustizia, Law & Order - Unità vittime speciali, Law & Order - Organized Crime
- Riccardo Scarafoni in La verità di Grace, And Just Like That...
- Francesco Bulckaen in Desperate Housewives
- Roberto Certomà in Cold Case - Delitti irrisolti
- Riccardo Rossi in Glory Road - Vincere cambia tutto
- Simone Mori in Ghost Whisperer - Presenze
- Gabriele Trentalance in Nella valle di Elah
- Marco Benvenuto in Rimbalzi d'amore
- Nanni Baldini in Inganni Online
- Alessandro Quarta in Alcatraz
- Alberto Caneva in True Blood
- Marco Vivio in Terapia d'urto
- Alessandro Ballico in Mortal Kombat